# Tina Charles (koszykarka)
Tina Alexandria Charles (ur. 5 grudnia 1988 w Nowym Jorku) – amerykańska koszykarka grająca na pozycji środkowej, reprezentantka kraju, olimpijka, wielokrotna złota medalistka imprez międzynarodowych, obecnie zawodniczka Washington Mystics, w WNBA.
W 2006 została uznana (USA Today, McDonald’s, Parade Magazine, Gatorade, SI.com) najlepszą zawodniczką szkół średnich w Stanach Zjednoczonych.
5 maja 2012 podpisała kontrakt z Wisłą Can-Pack Kraków. Amerykanka uznawana jest za jedną z najlepszych zawodniczek na świecie. Sezon 2011/2012 spędziła w Galatasaray SK, w którym razem z Dianą Taurasi była liderką drużyny. Od 2010 jest reprezentantką USA w kadrze seniorskiej. W tym samym roku wywalczyła mistrzostwo świata.
5 lutego 2021 przedłużyła umowę z Washington Mystics.

## Osiągnięcia
Stan na 19 lutego 2022, na podstawie, o ile nie zaznaczono inaczej.

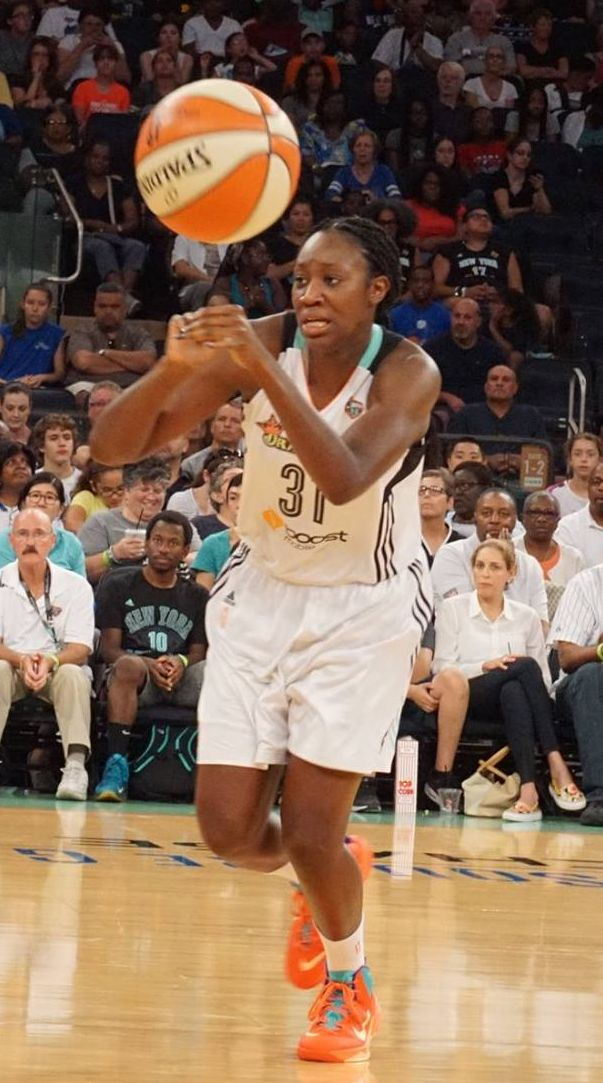
Tina Charles w 2015 roku.

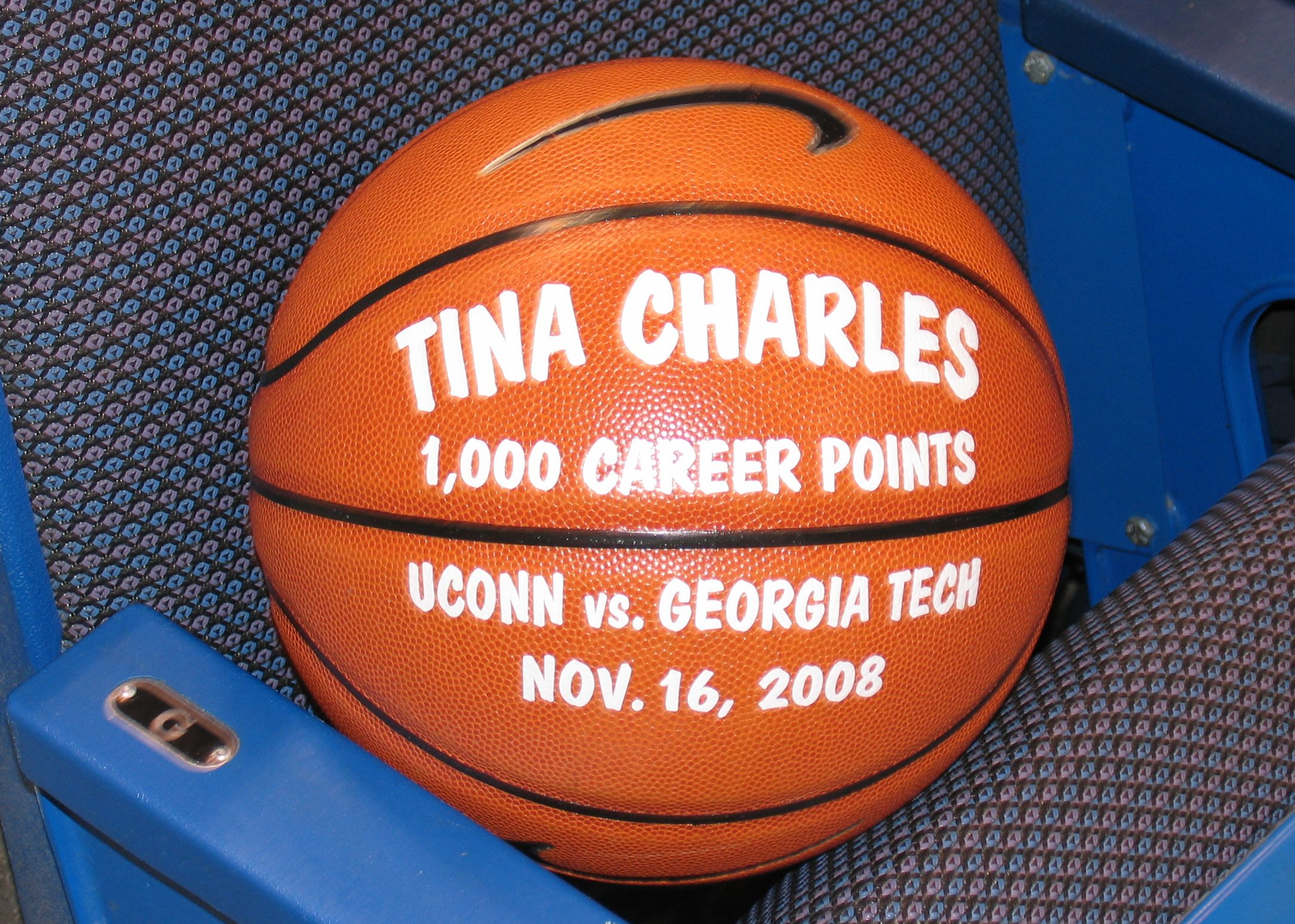
Pamiątkowa piłka, którą otrzymała po przekroczeniu 1000 punktów zdobytych w NCAA.

### NCAA
- Mistrzyni:
  - NCAA (2009, 2010)
  - turnieju konferencji Big East (2008–2010)
  - sezonu regularnego konferencji Big East (2007–2010)
- Uczestniczka:
  - NCAA Final Four (2008–2010)
  - rozgrywek Elite Eight turnieju NCAA (2007–2010)
- Zawodniczka Roku:
  - NCAA:
    - im.:
      - Naismitha (2010)[4]
      - Johna R. Woodena (2010)[5]

    - według:
      - United States Basketball Writers Association (USBWA – 2010)
      - Associated Press (2010)

  - konferencji Big East (2010)
- Most Outstanding Player (MOP=MVP) turnieju NCAA (2009)
- Najlepsza pierwszoroczna zawodniczka:
  - NCAA (2007 według USBWA)
  - Big East (2007)
- Zaliczona do:
  - I składu:
    - All-America (2010)
    - Big East (2008, 2009, 2010)
    - NCAA All-Regional Team (2009, 2010)

  - II składu Big East (2007)

### WNBA
- MVP WNBA (2012)
- Debiutantka Roku WNBA (2010)[6]
- Laureatka:
  - Dawn Staley Community Leadership Award (2012)
  - WNBA Peak Performers Award:
    - (2016 w kategorii punktów)
    - (2010–2012, 2016 w kategorii zbiórek)
- Uczestniczka meczu gwiazd:
  - WNBA (2011, 2013–2015, 2017–2019[7])
  - kadra USA vs gwiazdy WNBA (2021)[8]
- Zaliczona do:
  - I składu:
    - WNBA (2011, 2012, 2015–2017)[9]
    - defensywnego NBA (2017)
    - debiutantek WNBA (2010)

  - II składu:
    - WNBA (2010, 2013, 2014, 2021)[9]
    - defensywnego NBA (2011, 2012, 2015)

  - składu WNBA 25th Anniversary Team (2021)[10]
- Liderka:
  - strzelczyń WNBA (2016, 2021)[11]
  - WNBA w zbiórkach (2010–2012, 2016)[12]
- Rekordzistka WNBA w liczbie oddanych rzutów za 2 punkty (573 – 2016)[13]

### Inne drużynowe
- Mistrzyni EuroCup (2014)
- Wicemistrzyni:
  - Polski (2013)
  - Turcji (2012)[14]
  - Chin (2016)[15]
- Brązowa medalistka mistrzostw Rosji (2014)[16]
- Zdobywczyni pucharu:
  - Turcji (2012, 2015)
  - Prezydenta Turcji (2012, 2015)[14][17]
- Finalistka pucharu Polski (2013)
- Uczestniczka TOP 8 Euroligi (2012)

### Inne indywidualne
- Środkowa Roku:
  - tureckiej ligi KBSL (2012 według eurobasket.com)[14]
  - rosyjskiej ligi PBL (2011 według eurobasket.com)[18]
- Uczestniczka meczu gwiazd Euroligi (2011)
- Zaliczona do (przez asia-basket.com, eurobasket.com):
  - I składu:
    - ligi rosyjskiej (2011)[18]
    - zawodniczek zagranicznych:
      - WCBA (2016)[15]
      - KBSL (2012)[14]
      - PBL (2011)[18]

  - II składu:
    - chińskiej ligi WCBA (2016)[15]
    - KBSL (2012)[14]

  - składu honorable mention ligi tureckiej (2015)[17]
- Liderka:
  - strzelczyń:
    - Euroligi (2013)
    - chińskiej ligi WCBA (2017)[19]

  - w zbiórkach:
    - Euroligi (2013)
    - ligi rosyjskiej (2011)[18]
    - WCBA (2017)[19]

  - Euroligi w double-doubles (8 – 2010/11)
  - w przechwytach WBCA (2018)

### Reprezentacja
- Mistrzyni:
  - olimpijska (2012, 2016, 2020[20])
  - świata (2010, 2014, 2018)
  - Ameryki (2019)[21]
  - uniwersjady (2009)
  - turnieju UMMC Jekaterynburg International Invitational (2009)
  - Ameryki U–18 (2006)
- Brązowa medalistka Youth Development Festival (2005)
- Koszykarka Roku USA Basketball (2009)